# Ještěrka zední
Ještěrka zední (Podarcis muralis, Laurenti 1768) je druh z čeledi ještěrkovití. Je kriticky ohroženým druhem plazů České republiky. Živí se hmyzem.

## Synonyma
- Lacerta muralis (Laurenti, 1768)

## Popis
Zbarvení je značně rozmanité, ale převládá hnědá barva s výrazným síťováním, samci mají nápadněji zbarvené a sytější břicho, většinou s černými skvrnami. Dorůstá okolo 20 cm.

## Oblast rozšíření
Ještěrka zední se vyskytuje v západní, střední a jižní Evropě a její oblast rozšíření zasahuje až do západní Asie. Ve střední Evropě žije především na Slovensku a v Maďarsku, v ČR je k zastižení pouze na dvou lokalitách, a to ve Štramberském krasu (350–500 m n. m.) v obci Štramberk. Jedná se o stabilní populaci asi 150 jedinců v bývalém vápencovém lomu.

## Stanoviště
Ještěrka zední obývá slunné, ale zároveň vlhčí okraje listnatých lesů, skalnaté svahy kopců, zarostlé skalky a hromady kamenů, náspy silnic a železnic, ale i přehradní hráze. Lze ji zastihnout i na chemicky neošetřovaných vinicích, zříceninách hradů a polorozbořených zídkách, kde se ráda vyhřívá.

## Způsob života
Patrně jde o naši nejmrštnější ještěrku. Nejenže dokáže lézt téměř po kolmých stěnách, ale díky poměrně dlouhým nohám dokonce i výborně skákat. Zimuje jen krátce a dokonce je zdokumentováno, že v příznivějším klimatu na jihu Evropy nemusí hibernovat vůbec.

### Rozmnožování
Samečkové jsou silně teritoriální a na jaře mezi sebou svádějí drsné boje, při kterých ztrácejí ostražitost a nechají se snadno polapit. Páří se v květnu. V červenci samičky snášejí do jamek v zemi 3–9 vajíček, z nichž se po několika týdnech inkubace líhnou mláďata.

### Potrava
Ještěrka zední se živí bezobratlými – hmyzem všeho druhu včetně larev, pavouky a dalšími členovci, žížalami. Sama má řadu nepřátel, mimo jiné i některé druhy herpetofágních (živících se plazy) užovek.